# Francis Koffi
Yao Francis Koffi (3 de noviembre de 1981, Abiyán) es un jugador profesional de baloncesto de nacionalidad marfileña y pasaporte francés. Con una altura de 2,01 metros ocupa la posición de pívot.

## Trayectoria deportiva
Se formó como jugador en la universidad estadounidense de Fresno State desde donde dio el salto a Europa en la temporada 2004/05 para fichar por el Estudiantes de Lugo de la liga EBA. Su buen inició de temporada en este último equipo (19,1 puntos y 8,2 rebotes en 19 encuentros disputados) propiciaron que acabara la temporada cedido en el Melilla Baloncesto de LEB Oro.
La temporada 2005/06 la inició en el Calefacciones Farho Gijón, también de LEB Oro. En Gijón sus números fueron de 4,7 puntos y 2 rebotes por partido). La temporada 2006/07 fichó por el UB La Palma de la misma categoría, club en el que permaneció durante 3 campañas siendo sus números en la última de 13,2 puntos y 3,9 rebotes en 22 minutos de juego por choque).
La temporada 2009/10 militó en las filas del Aguas de Sousa Ourense donde sufrió una grave lesión en el tendón de Aquiles que le obigó a perderse gran parte de la misma.
Inició la temporada 2010/11 sin equipo y a finales de 2010 empezó a entrenar con el CB Valladolid de la liga ACB. Mediado diciembre de ese mismo año firmó un contrato temporal por el Cáceres 2016 Basket de LEB Oro donde llegó para sustituir al lesionado Jelani McCoy que duró hasta finales de febrero de 2011 cuando el club extremeño decidió no ejercer la cláusula de renovación hasta final de temporada a la que tenía derecho.
En 2011 regresa al Aguas de Sousas tras su paso por Cáceres la temporada anterior. El ala-pívot marfileño, que abandonara el COB por la rotura del tendón de Aquiles a finales de la campaña 2009-10, no ocupará plaza de extranjero al poseer pasaporte francés.